# NGC 4346
NGC 4346 (również PGC 40228 lub UGC 7463) – galaktyka soczewkowata (SB0), znajdująca się w gwiazdozbiorze Psów Gończych. Odkrył ją William Herschel 1 kwietnia 1788 roku.